# El Club de la Mañana
El Club de la Mañana fue un programa de televisión de espectáculos, conducido por Nacho Goano emitido por Ciudad Magazine.

## Equipo

### Conductores
- Nacho Goano (2018)
- Sebastián "Pampito" Perelló Aciar (2018)
- Mina Bonino (2018)
- Matías Vázquez (2018) - Cronista/Móvil